# Drage (Metlika, Slovenija)
Drage je naselje u slovenskoj Općini Metliki. Drage se nalazi u pokrajini Dolenjskoj i statističkoj regiji Jugoistočnoj Sloveniji. 

## Stanovništvo
Prema popisu stanovništva iz 2002. godine naselje je imalo 155 stanovnika.